# Bahnhof Zeven (Hannover)
Der Bahnhof Zeven (Hannover), gemäß Betriebsstellenverzeichnis Zeven (Han), ist ein Bahnhof in der Stadt Zeven.
Der ortsbildprägende Bahnhof in Zeven wurde zusammen mit dem Abschnitt Rotenburg–Zeven der Bahnstrecke Bremervörde–Walsrode am 2. Oktober 1906 eingeweiht. Der Abschnitt Zeven–Bremervörde wurde am 15. Mai 1908 offiziell in Betrieb genommen. Seit dem 24. November 2000 beherbergt das ehemalige Bahnhofsgebäude das Jugendzentrum Alter Bahnhof der Stadt.

## Lage
Die frühere Straße „Bahnhofszufuhr“ in Zeven heißt nun „Am Bahnhof“. Das heutige Jugendzentrum „Alter Bahnhof“ hat die Hausnummer 6.

## Geschichte
Zeven erhielt erst relativ spät Anschluss an das Eisenbahnnetz. Von Rotenburg aus erreichten die Gleise 1906 den Ort. Und 1908 fuhr der erste Zug aus Bremervörde ein. Die Inbetriebnahme der Strecke zog einen schwunghaften Handel nach sich. Bereits nach wenigen Monaten musste ein regelmäßig verkehrender Güterzug eingesetzt werden. Außerdem pendelten täglich sechs Personenzüge zwischen Rotenburg und Bremervörde. Die Hoffnungen der Zevener auf den Bau einer geplanten Ost-West-Verbindung erfüllten sich teilweise erst mit dem Bau der WZTE Wilstedt-Zeven-Tostedter Eisenbahn (WZTE), als 1917 im Ersten Weltkrieg erstmals eine Lok – mit Soldaten besetzte – Güterwaggons über die Kleinbahnstrecke der WZTE zog. Das Sterben von Bahnstrecken setzte mit dem Beginn der 1960er-Jahre ein, als sich immer mehr Verkehr auf die Straßen verlagerte. Die Verbindung Bremervörde–Zeven wurde als Abstellgleis benutzt. Eine Wiederbelebung des Bahnverkehrs in der Region erfolgte nach der Gründung der EVB im Jahr 1981.

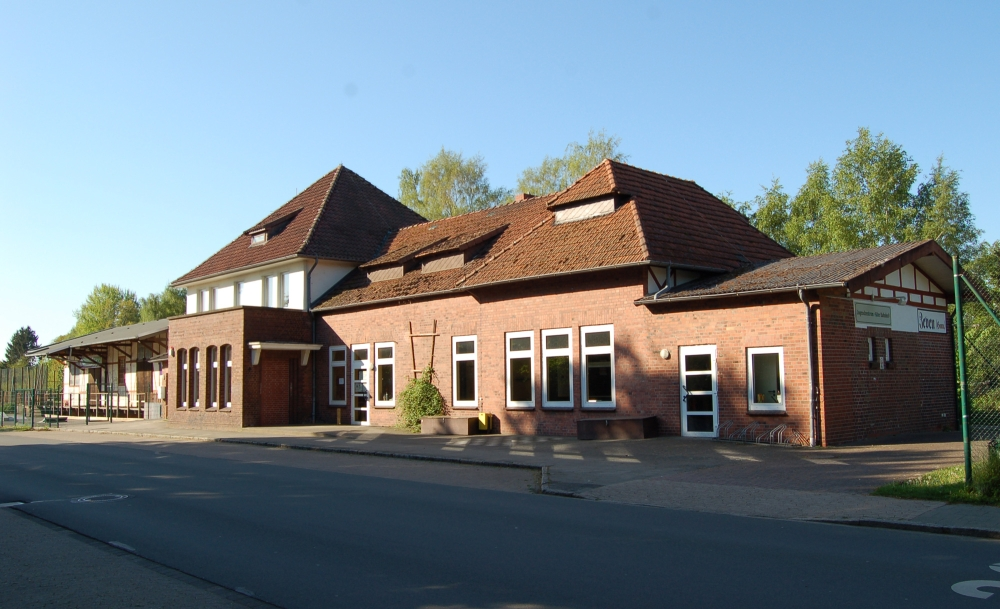
Alter Bahnhof Zeven

Die Gaststätte im damaligen Reichsbahnhof wurde sicher bald nach der Eröffnung des Bahnhofs eingerichtet. Der letzte Wirt im Zevener Bundesbahnhof („Am Bahnhof 6“) war Bernhard Wedler. Am 29. Mai 1989 übernahm die EVB die Expressgutabfertigung und am 30. Juni alle bisherigen Dienstleistungen der Bundesbahn in Zeven in einem „Service-Center“ im Bahnhof Zeven-Süd. Die Beförderung des Reisegepäcks übernahm in Zeven damals die Deutsche Bundespost.
Zum Gebäudeensemble des alten Zevener Bahnhofs gehörten die beiden inzwischen abgerissenen Gebäude (Haus Nr. 294 und 295 an der Straße „Bahnhofszufuhr“), die als Wohnungen für Bahnbedienstete verschiedener Dienstgrade dienten (Vom Jugendzentrum „Alter Bahnhof“ in Richtung „Bahnhofstraße“ auf der rechten Seite). Außerdem findet sich im Adressbuch für den Kreis Zeven von 1928 für die Bahnhofszufuhr Haus-Nr. 293 der Eintrag „Boost, Karl, Bahnhofswirt“.

Das Gebäude des heutigen Jugendzentrums beherbergte auch das Unternehmen Hansa-Landhandel, welches seinen Sitz an den Nord-West-Ring in Zeven verlegte. Dadurch wurden Planungen ermöglicht, die Immobilie in Nachbarschaft zu den Berufsbildenden Schulen Zeven und zum St. Viti-Gymnasium Zeven als Jugendzentrum zu nutzen. Zuvor war die städtische Jugendeinrichtung seit dem 25. März 1982 bis zum Jahr 2000 in Kellerräumen der Grundschule an der Scheeßeler Straße – der heutigen Gosekamp-Grundschule – untergebracht.

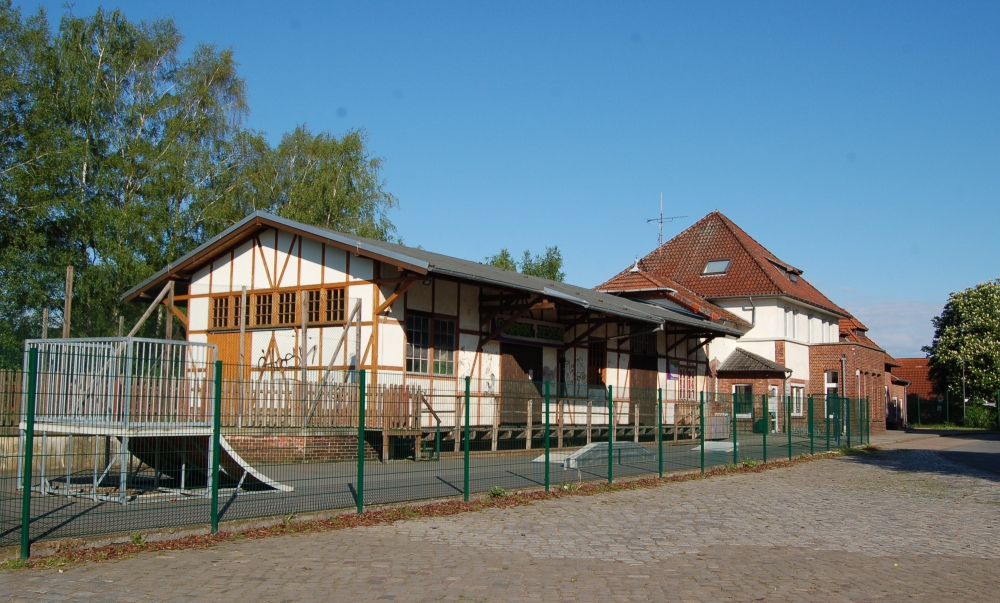
Alter Bahnhof Zeven